# Chiesanuova (Itàlia)
Chiesanuova és un comune (municipi) de la ciutat metropolitana de Torí, a la regió italiana del Piemont, situat a uns 40 quilòmetres al nord de Torí. A 1 de gener de 2019 la seva població era de 233 habitants.
Chiesanuova limita amb els següents municipis: Frassinetto, Pont Canavese, Borgiallo i Cuorgnè